# 1785 год в музыке

## События
- 1 января — Джованни Паизиелло официально покидает свою должность при дворе российской императрицы Екатерины Великой, вернувшись в Италию несколькими месяцами ранее.[1]
- 12 января — Театральный импресарио Паскуале Бондини ставит в Дрездене оперу Вольфганга Амадея Моцарта «Похищение из сераля».[2]
- 15 января — Вольфганг Амадей Моцарт в собственном доме впервые представил публике Шесть струнных квартетов, посвящённых Йозефу Гайдну (или, возможно, только три).[1]
- 21 января — Сопрано Нэнси Сторас, из-за беременности на некоторое время потерявшая голос, была с большим успехом заменена Луизой Ласки[англ.] в венской постановке оперы Джованни Паизиелло «Севильский цирюльник».[3]
- 7 февраля — Леопольд Моцарт вместе с учеником Генрихом Маршаном покидает Мюнхен, отправляясь в Вену.[1]
- 26 февраля — Польский скрипач Феликс Яневич дебютирует в качестве солиста на концерте в Бургтеатре в Вене.[4]
- 7 марта — Король Неаполя Фердинанд I награждает Джованни Паизиеллу пожизненным содержанием в размере 1200 дукатов ежегодно, при том условии, что последний пишет каждый год новую оперу.[1]
- 28 марта — Доменико Чимароза становится вторым органистом Королевской часовни[англ.] в Неаполе.[1]
- 16 мая — Создан оркестр Колдстримского гвардейского полка, один из старейших и самых известных оркестров британской армии.
- 19 сентября — Амели-Жюли Кандейль[англ.] дебютирует в «Комеди Франсез» в качестве певицы.[5]
- 13 октября — Лорд-камергер Джеймс Сесил, 1-й маркиз Солсбери, отказывается предоставить лицензию Джованни Галлини[англ.] для его итальянского оперного театра в Лондоне, пока тот не назначит своим заместителем Кроуфорда.[6]
- 26 октября — Йозеф Гайдн принимает в гостях венесуэльского революционера Франсиско де Миранду, устроив ему экскурсию по замку Эстерхази.[1]
- 22 ноября — В Санкт-Петербурге официально открыт Эрмитажный театр.[1]
- Композитор Джон Антс[англ.] назначен надзирателем моравского поселения Фульнек в Англии.[7]
- Композитор Саплай Белчер[англ.] поселяется в штате Мэн.[8]
- Оперный композитор Мишель Мортеллари[итал.] переезжает из своей родной Италии в Лондон.[9]
- Великий герцог Тосканский Пьетро Леопольдо назначает Филиппа Марию Герардеска органистом и маэстро часовни Монастырской церкви рыцарей Святого Стефана в Пизе. [10]
- Скрипач Регина Стринасакки[англ.] выходит замуж за Иоганна Конрада Шлика, виолончелиста и концертмейстера из труппы герцогов Готы.[11]

## Публикации
- Впервые опубликована ария Ринальдо Cara sposa из утерянной оперы Иоганна Кристиана Баха «Ринальдо и Армида».[12]
- Опубликована ария «Song of the Page» из оперы Уильяма Шилдса[англ.] «Безумный день, или Женитьба Фигаро».[12]
- Опубликована сочинение Роберта Бродерипа[англ.] «Черноглазая Сьюзан» (англ. Black-eyed Susan).[12]
- Уже после смерти автора опубликовано Ten Voluntaries, 10 пьес для органа иил клавесина Уильяма Бойса.[13]

## Классическая музыка
- Людвиг ван Бетховен — Три квартета для клавесина, скрипки, альта и виолончели, WoO 36.
- Уильям Биллингс[англ.] — гимн I Was Glad When They Said Unto Me, We Will Go Into The House Of Ye Lord.
- Муцио Клементи — Шесть фортепианных сонат, Op. 13.
- Карл Диттерс фон Диттерсдорф — Шесть симфоний по «Метаморфозам Овидия».
- Антон Эберль — Симфония до мажор.
- Йозеф Гайдн — Симфонии № 83[англ.] и № 85[англ.].
- Михаэль Гайдн — Симфонии № 30[англ.] и № 31[англ.].
- Вольфганг Амадей Моцарт — Концерты для фортепиано с оркестром № 20 ре минор, № 21 мажор и № 22 ми-бемоль мажор, Струнный квартет № 19 (Моцарт), «Фантазия № 4».
- Игнац Плейель — Струнный квартет.
- Чарльз Джон Стэнли — Delusive is the poet's dream.
- Фридрих Витт[англ.] — Симфония ля мажор.

## Опера
| - Гаэтано Андреоцци — «Ясон и Медея» - Марчелло Бернардини — «Проницательные женщины или фанатичный антиквар». - Пьер-Жозеф Кандейль — «Писарро, завоеватель Перу». - Проспер-Дидье Дейе — «Ложная клятва» - Роберт Джефсон — «Кампания, или Любовь в Ост-Индии». - Игнац Плейель — «Ифигения в Аулиде». - Иоганн Фридрих Рейхардт — «Артемизия». - Антонио Сальери — «Пещера Трофонио». - Стивен Сторас — «Недовольные супруги». - Николя Далейрак — «Влюблённая статуя». - Никколо Пиччинни — «Пенелопа». - Франсуа-Андре Филидор — «Фемистокл». - Франческо Бьянки — «Александр в Индии». - Гаэтано Пуньяни — «Ахилл в Скиросе» - Луиджи Керубини - «Ложная принцесса». - «Деметрио» | - Иоганн Баптист Шенк - Die Weinlese (зингшпиль) - «Деревенский цирюльник» (зингшпиль) - Карл Диттерс фон Диттерсдорф - «Кузнец» - «25 000 гульденов или в темноте хорошо» - Томас Линли-старший - «Переполох, или Фея колодца» - «Незнакомцы дома» - Мишель Мортеллари - «Армида заброшенная» - «Предполагаемая инфанта» - Уильям Шилд - «Монастырь» - «Вспыльчивые отцы» - «Омай, или Путешествие по миру» |

## Родились
- 2 февраля — Изабелла Кольбран, итальянская оперная певица (драматическое сопрано) (умерла в 1845).
- 19 марта — Пьер Жозеф Гийом Циммерман, французский пианист, композитор, педагог (умер в 1853).
- 4 апреля — Беттина фон Арним, немецкая писательница и композитор (умер в 1859).
- 19 апреля — Александр Пьер Франсуа Боэли, французский пианист, органист и композитор (умер в 1858).[27]
- 18 августа — Иоганн Готлоб Фридрих Вик, немецкий музыкальный педагог, отец Клары Шуман (умер в 1873).
- 5 сентября — Томас Адамс[англ.], английский органист и композитор (умер в 1858).
- 11 сентября — Альфеус Бэбкок[англ.], американский производитель пианино (умер в 1842).
- 2 ноября — Фридрих Вильгельм Михаэль Калькбреннер, немецкий пианист и композитор, музыкальный педагог и производитель пианино, живший во Франции (умер в 1849).
- дата неизвестна — Зофья Дмушевская[англ.], польская актриса и оперная певица (умерла в 1807).

## Умерли
- 3 января — Бальдассаре Галуппи, итальянский композитор (род. 1706).
- 15 мая — Карел Блажей Коприва[чеш.], чешский композитор, органист и регент хора (род. в 1756).
- 2 июня — Готфрид Август Хомилиус, немецкий композитор, регент и органист периода рококо (род. 1714).
- 22 июня — Маттиас ван ден Гейн[нидерл.], фламандский карильонер, органист и композитор (род. 1721).
- 31 августа — Пьетро Кьяри, итальянский аббат, поэт, романист и либреттист (род. 1712).
- 19 ноября — Бернард де Бюри[фр.], французский клавесинист и композитор периода классицизма (род. в 1720).
- 8 декабря — Антонио Мария Маццони[итал.], композитор (род. 1717).
- 29 декабря — Иоганн Генрих Ролле, немецкий композитор и музыкальный педагог, директор музыки Магдебургского университета (род. в 1716).